# 周傑人
周傑人（1898年—1967年3月31日），名俊。江蘇省鹽城縣人。民國37年（1948年）在江蘇省第五選區當選第一屆立法委員。

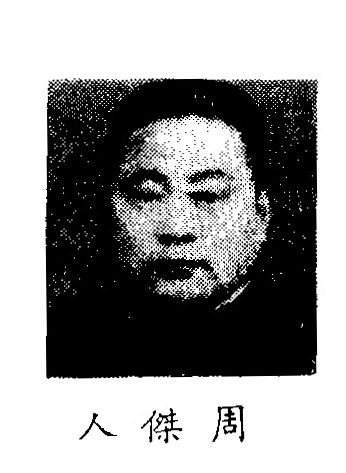
出席制憲國民大會代表時

## 生平[1][2]
- 入江蘇省立第九中學
- 國立北京大學政治系畢業
- 中國國民黨江蘇省黨部執監委員
- 鹽城縣縣長
- 制憲國大代表
- 江蘇省臨時參議員
- 1967年3月31日病逝美國紐約[3]